# Hoa hậu Thế giới Bermuda
Hoa hậu Thế giới Bermuda là thương hiệu quốc gia của cuộc thi Hoa hậu Thế giới tại Lãnh thổ hải ngoại thuộc Anh. Mặc dù Bermuda thuộc quyền quản lý của Vương quốc Anh, nó vẫn có thí sinh của riêng mình, rất giống với nhiều Lãnh thổ hải ngoại khác của Anh

## Đại diện
Màu sắc chính
- Được tuyên bố là Hoa hậu Thế giới
- Kết thúc với vị trí á quân
- Kết thúc với tư cách là một trong những thí sinh lọt vào chung kết hoặc bán kết Hoa hậu Thế giới

| Năm  | Hoa hậu Thế giới Bermuda   | Vị trí                | Giải thưởng đặc biệt               | Tham khảo |
| ---- | -------------------------- | --------------------- | ---------------------------------- | --------- |
| 1971 | Rene Furbert               | Không có chỗ          |                                    |           |
| 1972 | Helen Brown                | Không có chỗ          |                                    |           |
| 1973 | Judy Joy Richards          | Không có chỗ          |                                    |           |
| 1974 | Joyce Ann de Rosa          | Không có chỗ          |                                    |           |
| 1975 | Donna Louise Wright        | Không có chỗ          |                                    |           |
| 1976 | Vivienne Ann Hollis        | Không có chỗ          |                                    |           |
| 1977 | Connie Marie Firth         | Không có chỗ          |                                    |           |
| 1978 | Madeline Francine Joell    | Không có chỗ          |                                    |           |
| 1979 | Gina Swainson              | Hoa hậu Thế giới 1979 |                                    | [ 2 ]     |
| 1978 | Zina Maria Minks           | Top 15                |                                    |           |
| 1981 | Cymone Florie Tucker       | Không có chỗ          |                                    |           |
| 1982 | Heather Michelle Ross      | Không có chỗ          |                                    |           |
| 1983 | Angelita Emily Diaz        | Không có chỗ          |                                    |           |
| 1984 | Rhonda Cherylene Wilkinson | Không có chỗ          |                                    |           |
| 1985 | Jannell Kathy Nadra Ford   | Không có chỗ          |                                    |           |
| 1986 | Samantha Jayne Morton      | Không có chỗ          |                                    |           |
| 1987 | Kim Elizabeth Johnston     | Không có chỗ          |                                    |           |
| 1988 | Sophie Cannonier           | Không có chỗ          |                                    |           |
| 1989 | Cherie Tannock             | Không có chỗ          |                                    |           |
| 1992 | Dianne Lorraine Mitchell   | Không có chỗ          |                                    |           |
| 1993 | Kellie Hall                | Không có chỗ          |                                    |           |
| 1995 | Renita Minors              | Không có chỗ          |                                    |           |
| 2011 | Jana Lynn Outerbridge      | Không có chỗ          |                                    | [ 3 ]     |
| 2012 | Rochelle Minors            | Không có chỗ          | Giải đa phương tiện (Top 10)       | [ 4 ]     |
| 2013 | Katherine Arnfield         | Không có chỗ          |                                    | [ 5 ]     |
| 2014 | Lillian Lightbourn         | Không có chỗ          |                                    |           |
| 2015 | Alyssa Rose                | Không có chỗ          | Hoa hậu Tài năng Thế giới (Top 14) |           |